# Дербенёв, Ярослав Сергеевич
Ярослав Сергеевич Дербенёв — советский и американский физик, специалист в области физики ускорителей, автор более 200 работ, доктор физико-математических наук, член Американского физического общества и Нью-Йоркской академии наук, лауреат премии Уилсона.

## Биография
Родился 4 ноября 1939 года. Поступил в Дружининскую Сельскую школу №13 (ныне СОШ №13 р.п. Дружинино). Закончил МГУ в 1963 году, после чего работал в Институте ядерной физики СО АН СССР, в Новосибирске до 1985 года. Защитил кандидатскую диссертацию в 1968 году по теме "Взаимодействие пучков заряженных частиц". В 1978 году защитил докторскую диссертацию "Теория электронного охлаждения". Далее недолго, в 1985-86 годах, работал в Ереванском физическом институте, после чего вернулся в Новосибирск с трудоустройством в Научно-исследовательский институт комплектного электропривода (НИИКЭ), продолжая публиковать работы по динамике частиц в ускорителях. С 1990 до 2001 года работал в Мичиганском университете. С 2001 года на постоянной позиции в Национальной лаборатории Джефферсона (JLab).

## Научная деятельность
Наиболее важные достижения связаны с развитием (совместно с А.М. Кондратенко) теории спиновой динамики заряженных частиц в циклических ускорителях, с изобретением сибирских змеек для сохранения поляризации пучка при ускорении, с развитием метода резонансной деполяризации для прецизионного измерения энергии встречных пучков в коллайдерах. Также внёс значительный вклад в теорию электронного охлаждения, нелинейной динамики, коллективных эффектов, лазеров на свободных электронах, преобразования эмиттанса.

## Публикации
- Y. Derbenev, A. Kondratenko, A. Skrinskii. Dynamics of Particle Polarization Near Spin Resonances // Zh.Eksp.Teor.Fiz. — 1971. — Т. 60, № 4. — С. 658-664.
- Ya.S. Derbenev, A.M. Kondratenko, S.I. Serednyakov, A.N. Skrinsky, G.M. Tumaikin and Yu.M. Shatunov. Radiative Polarization: Obtaining, Control, Using (англ.) // Particle Accelerators. — 1978. — № 8. — С. 115-126.
- Y. Derbenev, A. Kondratenko, A. Skrinskii. Radiative Polarization at Ultrahigh-Energies // Particle Accelerators. — 1979. — Т. 9. — С. 247-266.
- Ya.S. Derbenev, A.M. Kondratenko, S. I. Serednyakov, A.N. Skrinsky, G.M. Tumaikin, Yu. M. Shatunov. Accurate calibration of the beam energy in a storage ring based on measurement of spin precession frequency of polarized particles // Particle Accelerators. — 1980. — Т. 10. — С. 177-180.

## Награды
- Член Американского физического общества (1992)
- Премия USPAS[нем.] (2007)
- Премия Роберта Уилсона (2011)